# Frutillar
Frutillar  es una ciudad y comuna de la zona sur de Chile, ubicada en la provincia de Llanquihue (región de Los Lagos). Se caracteriza por las  vistas a los volcanes y a la ribera de la bahía junto al horizonte del gran lago Llanquihue, ubicado en la Patagonia Chilena.
Es conocida por las tradiciones alemanas de sus fundadores y de las Semanas Musicales de Frutillar. Gracias a este festival y al Teatro del Lago la ciudad se ha convertido en un importante centro cultural dentro de Chile.

## Historia
El nombre de la localidad se debe a la frutilla chilena presente en los alrededores y bosques. fragaria chiloensis. 
La ciudad de Frutillar fue fundada a orillas del lago Llanquihue el 23 de noviembre de 1856 por inmigrantes alemanes que llegaron a la zona en el periodo de la colonización del lago Llanquihue durante el gobierno del presidente Manuel Montt. Las condiciones económicas en Alemania para los agricultores se deterioraron durante la revolución industrial. La economía rural basada en la agricultura se trasladó hacia una de carácter urbano industrial, produciendo un éxodo masivo de campesinos hacia las ciudades. Los campos remplazaron la mano de obra por la mecanización de aserraderos, enfardadoras de pasto y granos, tractores y otras maquinarias de alto rendimiento agrícola.
En esa oportunidad el gobierno de Chile encargó a  Bernardo Eunom Philippi  la tarea de reclutar inmigrantes alemanes para colonizar el sur de Chile. El trabajo de convencimiento a los agricultores para viajar al nuevo mundo en la Patagonia fue complejo. Philippi tuvo que entregar concesiones de tierras e insumos de parte del Estado Chileno para incentivar a las familias alemanes a inmigrar hacia Chile. Finalmente, el primer grupo llegó a Valdivia en 1846 y se estableció en las cercanías de Valdivia y La Unión.  Durante los 10 años siguientes  arribaron vapores de Alemania a Melipulle  ciudad rebautizada con el nombre de Puerto Montt en honor al presidente de la época. Más tarde se introdujo a los colonos alemanes al lago Llanquihue, distribuyéndolos en vapores por las riberas del lago. 
En Frutillar se les entregó tierras mensuradas por José Decher con una orilla de lago y  extensiones de bosques nativos que tuvieron que despejar con gran sacrificio para labrar la tierra, construir sus casas, galpones y sus propios embarcaderos a la orilla de la bahía de Frutillar para trasladarse en barcos a vapor que circulaban por el lago Llanquihue. Los colonos se dedicaron a labores agrícolas, ganaderas, instalando lecherías, molinos, destilerías, curtiembre, cesterias y lugares de abastecimiento.  

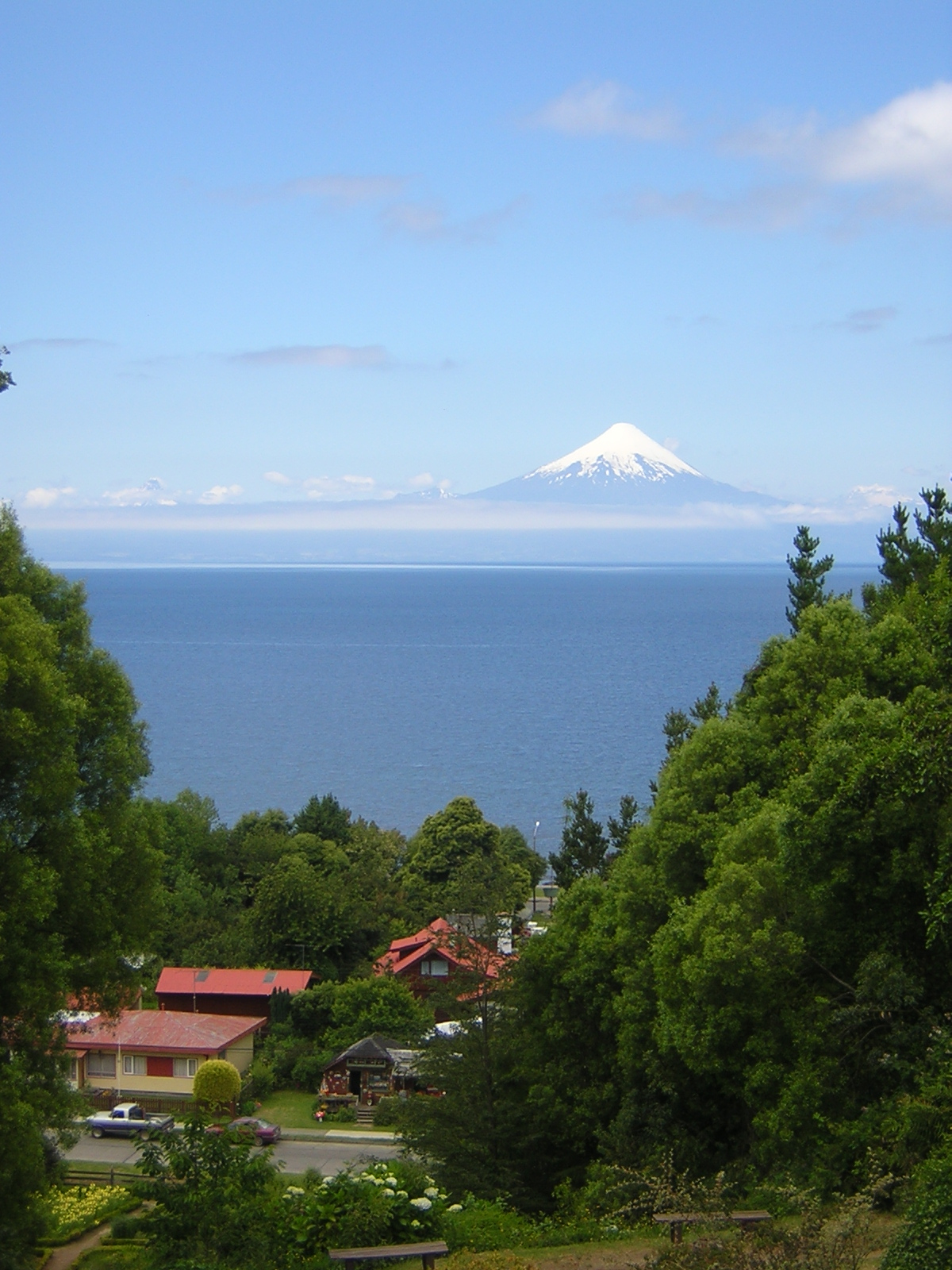
Vista del lago Llanquihue y el volcán Osorno de Frutillar.

### Desarrollo
Entre los primeros colonos, que levantaron sus viviendas alrededor de la bahía, se encontraban Wilhelm Kaschel, Heinrich Kuschel, Christian Nannig, Theodor Niklitschek, Christian Scheel, Adams Schmidt y Christian Winkler.  
Las chacras, que partían desde el lago hacia las colinas rodeadas de bosques nativos, tenían aproximadamente 35 metros de ancho y 4.000 metros de largo. 
En 1882 se fundó el Club Alemán, lugar destinado a reuniones sociales y a compartir publicaciones  llegadas de Europa en su idioma nativo. Posteriormente, nacieron otras organizaciones como el Cuerpo de Bomberos y la Cruz Roja. 
En 1891, mediante la Ley de Comuna Autónoma se constituyó la primera comuna de Frutillar, que comprendía a las actuales comunas homónima, de Llanquihue y Puerto Varas. No obstante, dado que la municipalidad funcionaba en esta última, en 1912 cambió su nombre al actual de Puerto Varas.
Frutillar se convirtió en un paso obligado entre Puerto Montt y Osorno lo cual permitió un rápido desarrollo de la ciudad. Con el arribo del ferrocarril en 1907 nació la estación de Frutillar que sería una nueva conexión entre Santiago y Puerto Montt. 
La comuna se constituyó el 13 de noviembre de 1936 al separarse de Puerto Varas; su primer alcalde fue Federico Sunkel Dausel (1936-1938). En la administración se ampliaron los servicios públicos, municipalidad, carabineros y registro civil. Para la década de 1960 se amplió la cobertura educacional con la creación del liceo Industrial Chileno Alemán y el Liceo Politécnico Ignacio Carrera Pinto.

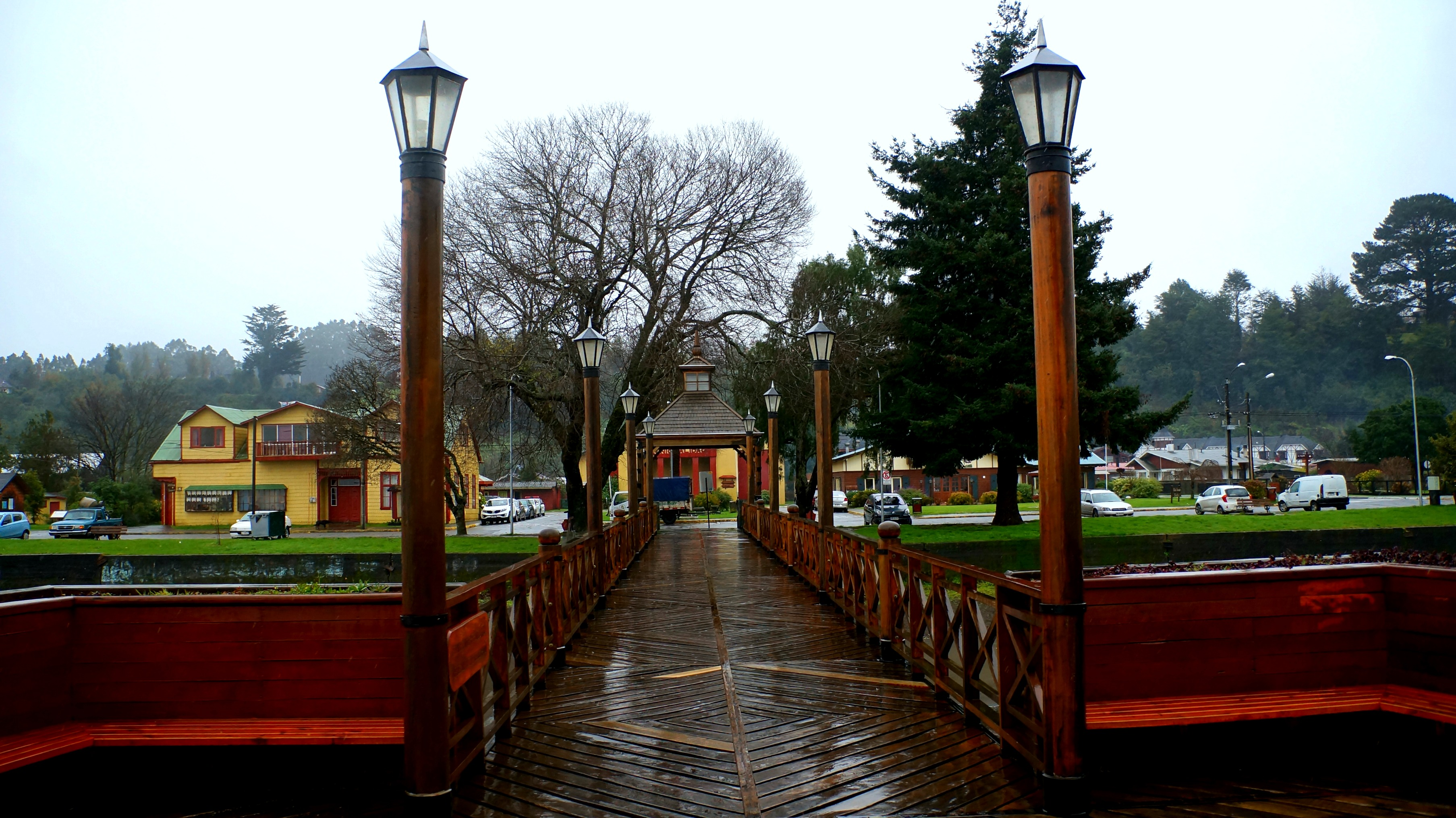
Vista desde muelle

En 1968 se celebraron las primeras Semanas Musicales, y en 1973 se construyó el Museo Colonial Alemán. En el año 1996 se creó el primer club de yates del lago Llanquihue en la bahía de Frutillar, siguiendo la tradición alemana de la navegación por el lago, logrando convertirse en la capital de la navegación a vela en Chile. La construcción del teatro del Lago se logró en el año 2005, una edificación única en el país. Esta compleja obra, con la mejor acústica de Sudamérica logró transformarse en el icono de las artes y música en Chile. En el año 2015 se construyó la primera cancha de golf Nickalus en Chile PGA. Desde la década de 1990 Frutillar experimentó un repunte de sus principales actividades. Su infraestructura fue planificada para el futuro, tanto sanitaria como vial, asegurando un crecimiento sustentable. La ubicación del comercio, turismo y habitacional quedaron plasmadas en el Plano Regulador de la ciudad de Frutillar en el año 2008. Frutillar es el único ejemplo en Chile de una ciudad planificada, preservando su desarrollo para los próximos 50 años con estrictos estándares de construcción. Su carácter auténtico permitirá conservar la tradición colonial alemana, su casco antiguo y la primera línea de protección frente a la rivera de la bahía serán siempre un referente arquitectónico alemán como de un paisajismo original. La planificación y reglas estrictas de construcción aseguran que las edificaciones serán siempre de baja altura y su densidad poblacional tendrá un moderado crecimiento, bajo las normas transversales del plano regulador de la ciudad de Frutillar, en las que se encuentra inserto Patagonia Virgin Frutillar.
La ciudad de Frutillar en el año 2017 fue reconocida por UNESCO como la primera Ciudad Creativa de Chile y la más austral del mundo, siendo parte de la Red de Ciudades Creativas de la Música. La calle principal es la avenida Philippi, que corre a lo largo de la bahía. Se distinguen por el edificio Municipal, la Iglesia Católica y la Iglesia Luterana, el Teatro del lago, el muelle de la ciudad, la Casa Richter (Escuela de las Artes), la Escuela Bernardo Philippi, el Club Alemán, casas patrimoniales y hostales forman parte de la primera línea de la rivera del lago en la bahía de Frutillar.

## Medio ambiente

### Geomorfología y componentes abióticos

Trazado simplificado de los ecosistemas y cuerpos de agua presentes en la comuna de Frutillar.

La comuna de Frutillar se encuentra emplazada en las unidades geomorfológicas de Llano central con morrenas y conos y lagos de barrera morrénica; y presenta según la clasificación climática de Köppen clima templado lluvioso (Cfb), clima templado lluvioso con leve sequedad estival (Cfb (s)), clima templado lluvioso con leve sequedad estival e influencia costera (Cfb (s) (i)) y clima templado lluvioso e influencia costera (Cfb (i)).
| Parámetros climáticos promedio de Frutillar | Parámetros climáticos promedio de Frutillar | Parámetros climáticos promedio de Frutillar | Parámetros climáticos promedio de Frutillar | Parámetros climáticos promedio de Frutillar | Parámetros climáticos promedio de Frutillar | Parámetros climáticos promedio de Frutillar | Parámetros climáticos promedio de Frutillar | Parámetros climáticos promedio de Frutillar | Parámetros climáticos promedio de Frutillar | Parámetros climáticos promedio de Frutillar | Parámetros climáticos promedio de Frutillar | Parámetros climáticos promedio de Frutillar | Parámetros climáticos promedio de Frutillar |
| Mes                                         | Ene.                                        | Feb.                                        | Mar.                                        | Abr.                                        | May.                                        | Jun.                                        | Jul.                                        | Ago.                                        | Sep.                                        | Oct.                                        | Nov.                                        | Dic.                                        | Anual                                       |
| ------------------------------------------- | ------------------------------------------- | ------------------------------------------- | ------------------------------------------- | ------------------------------------------- | ------------------------------------------- | ------------------------------------------- | ------------------------------------------- | ------------------------------------------- | ------------------------------------------- | ------------------------------------------- | ------------------------------------------- | ------------------------------------------- | ------------------------------------------- |
| Temp. media (°C)                            | 15.1                                        | 14.8                                        | 13.2                                        | 11.4                                        | 9.2                                         | 7.9                                         | 7.5                                         | 7.6                                         | 8.7                                         | 10.6                                        | 12.0                                        | 13.8                                        | 11                                          |
| Precipitación total (mm)                    | 66.0                                        | 66.0                                        | 107.0                                       | 143.0                                       | 213.0                                       | 220.0                                       | 192.0                                       | 170.0                                       | 128.0                                       | 87.0                                        | 86.0                                        | 88.0                                        | 1566                                        |
| Fuente: Climate-Data.org                    |                                             |                                             |                                             |                                             |                                             |                                             |                                             |                                             |                                             |                                             |                                             |                                             |                                             |

Esta además se halla entre las cuencas hidrográficas de Cuencas e islas entre río Bueno y río Puelo y río Bueno. Además, la comuna posee diversos cuerpos de agua, entre los que se destacan el lago Llanquihue; y río Burro, río Colegual, río López, río Negro y río Toro.

### Componentes bióticos
Dentro del territorio de la comuna se pueden hallar los siguientes ecosistemas:
- Bosque caducifolio templado donde predominan Nothofagus obliqua y Laurelia sempervirens (En peligro)
- Bosque laurifolio templado interior donde predominan Nothofagus dombeyi y Eucryphia cordifolia (Preocupación menor)

### Medidas de protección ambiental y conflictos socioambientales
Hasta 2022, la comuna de Frutillar cuenta con las siguientes zonas que cuentan con algún nivel de protección ambiental:
- Humedal Nuco (Humedal urbano)[13]
- Humedal Picurio (Humedal urbano)[14]
- Reserva Forestal Edmundo Winkler (Iniciativa de Conservación Privada)[15]

## Demografía
La comuna se encuentra en la bahía occidental del lago Llanquihue, con un centro urbano principal que es la ciudad de Frutillar. De acuerdo a estimaciones del INE, la población es de 18.428 personas.

## Administración

### Municipalidad
La Municipalidad es dirigida por su periodo 2021-2024 por el alcalde César Huenuqueo Maldonado (PS), mientras que el concejo municipal se encuentra compuesto por Javier Ignacio Arismendi (IND -RN), Roberto Carlos Cárdenas (RN), Fernando Vargas (IND - Unidad Por el Apruebo), Ramón Espinoza (PS), Yasna Faúndez (PS) y Patricia Velásquez  (DC).

## Economía
En 2018, la cantidad de empresas registradas en Frutillar fue de 595. El Índice de Complejidad Económica (ECI) en el mismo año fue de 0,17, mientras que las actividades económicas con mayor índice de ventaja comparativa revelada (RCA) fueron cultivo de plantas aromáticas o medicinales (287,5), cultivo de papas (209,09) y cría de ganado bovino para producción lechera (113,05).

## Servicios públicos

### Educación

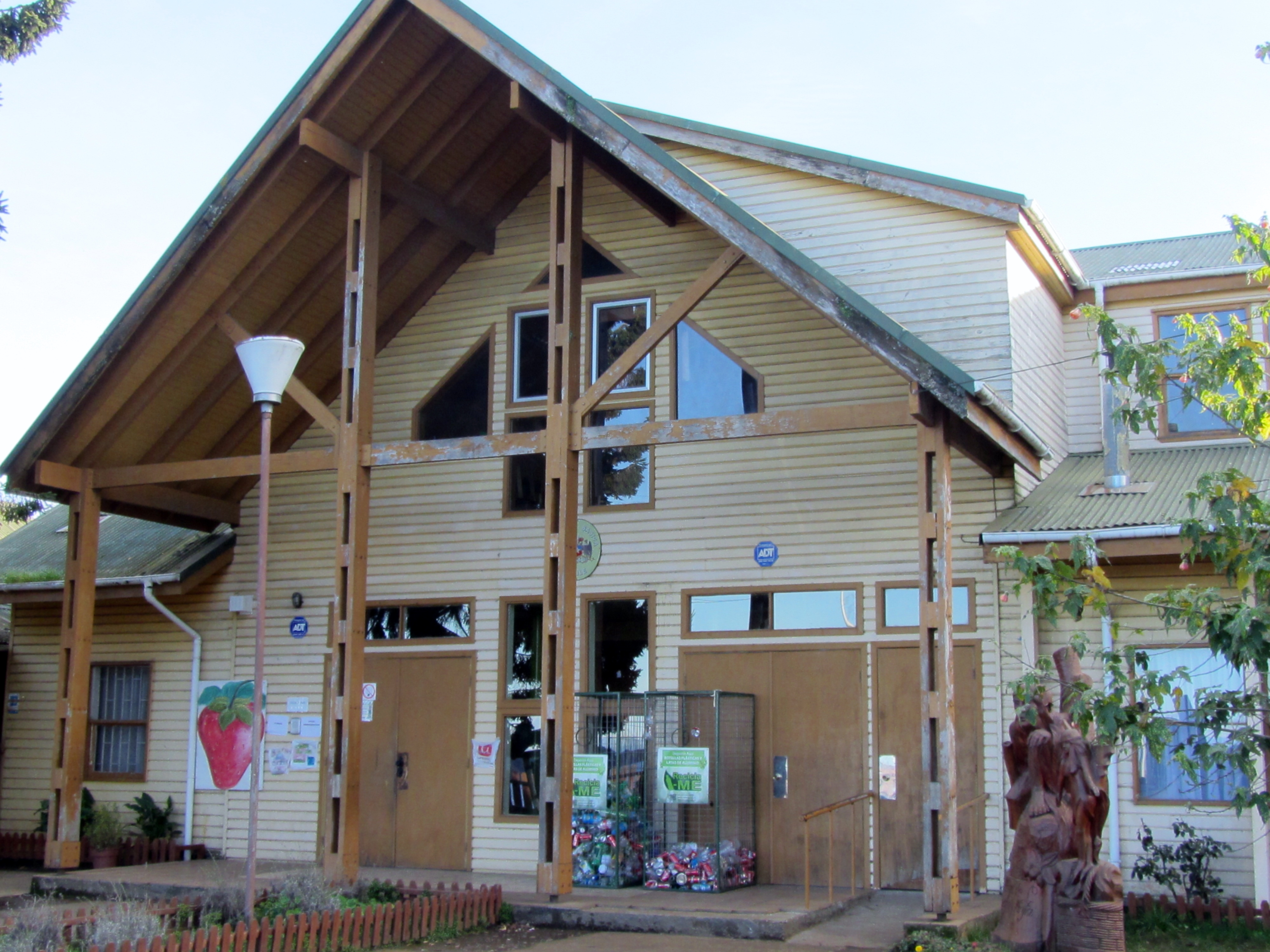
Frutillar – La Escuela Bernardo Philippi

La preocupación por la educación fue temprana entre los colonos alemanes y en 1859 funcionaba la escuela ambulante de Krefft , en el siglo XIX se fundó la escuela pública a la que en 1888 llegó contratado desde Europa Jacob Junginger  quien dio origen el 6 de enero de 1906 a la Escuela Alemana (hoy Instituto Alemán). La ciudad cuenta con las escuelas Arturo Alessandri Palma, Madre de Dios, Claudio Matte, Green College, Bernardo Philippi, el liceo Industrial Chileno-Alemán. 

## Cultura y turismo

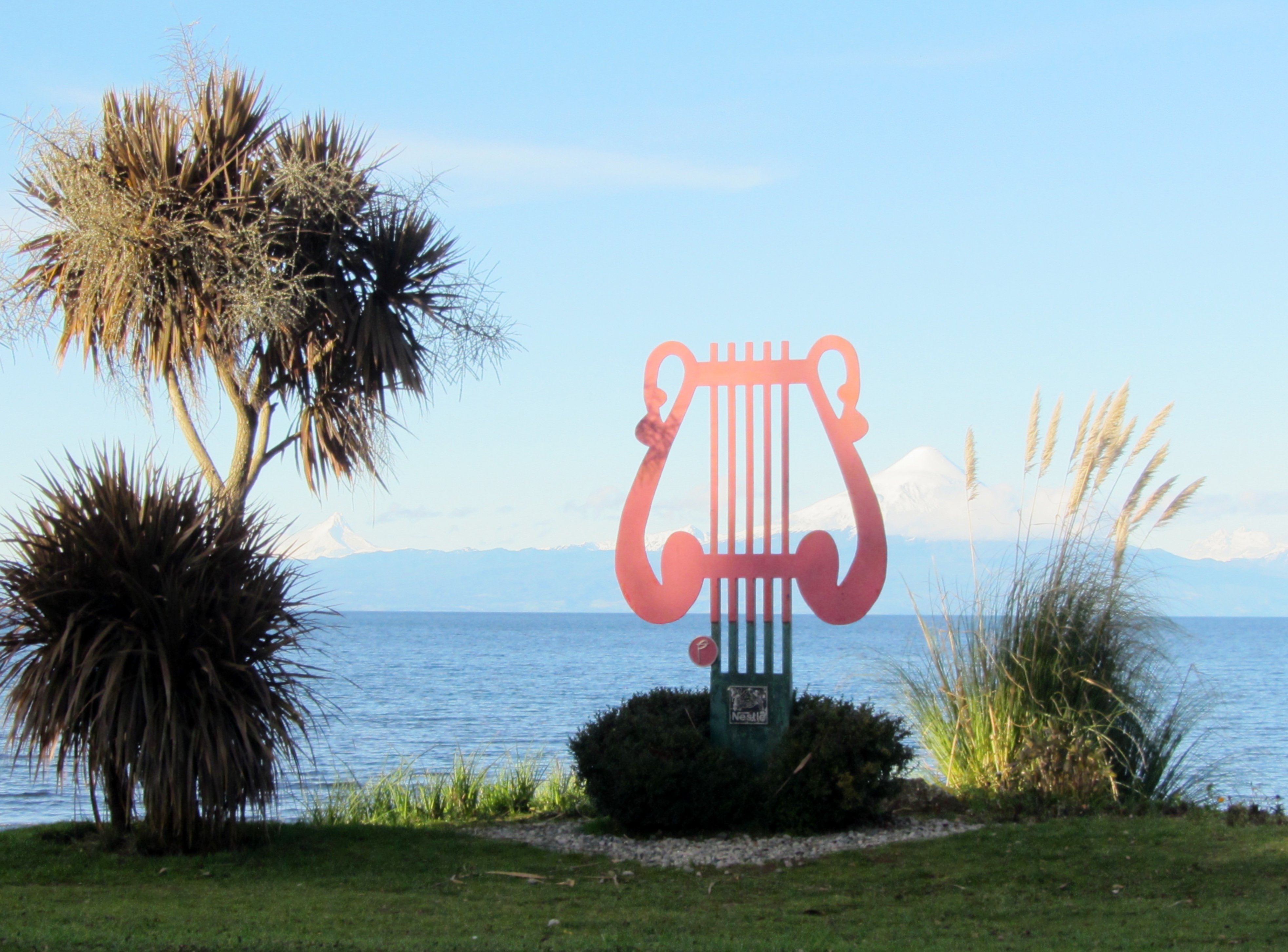
Vista al lago y los volcanes Puntiagudo y Osorno desde la avenida Philippi.

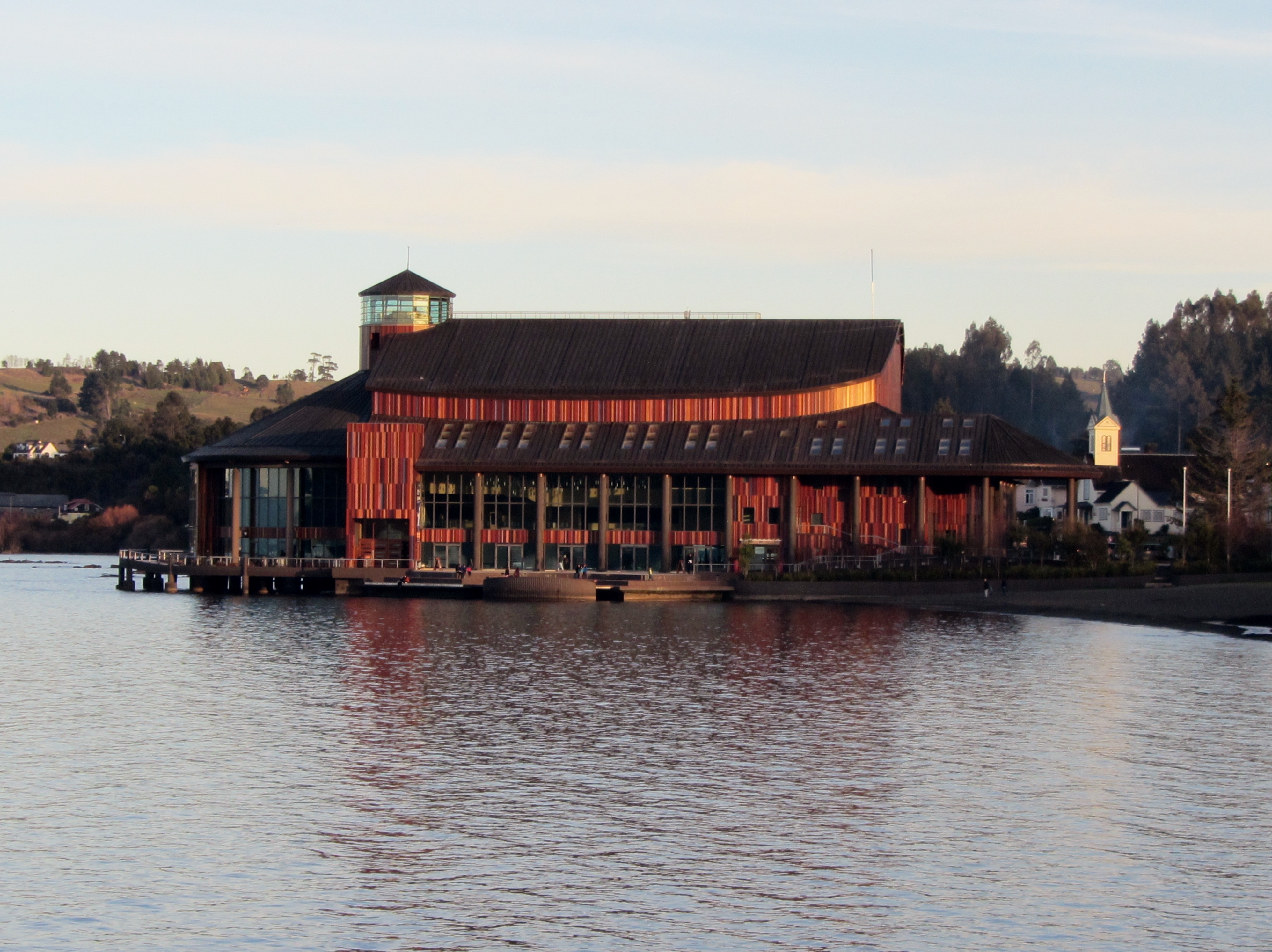
El Teatro del Lago al atardecer

Frutillar, que posee una variada oferta hotelera y diversos atractivos turísticos: playas con vista a los volcanes Osorno, Calbuco, Tronador y Puntiagudo, práctica de la navegación a vela y Golf; el Museo Colonial Alemán, las artesanías alemanas.

### El Teatro del Lago
Una obra emblemática de la ciudad, fue construida con alta tecnología en acústica europea y con una arquitectura moderna. En el teatro del lago se celebran las Semanas Musicales de Frutillar y se realizan conciertos, obras teatrales, ballet y cine durante todo el año. Es el teatro internacional más austral del mundo, y se levanta frente a los volcanes Puntiagudo, Osorno, y Calbuco a orillas del Llanquihue.

### Museo Colonial Alemán

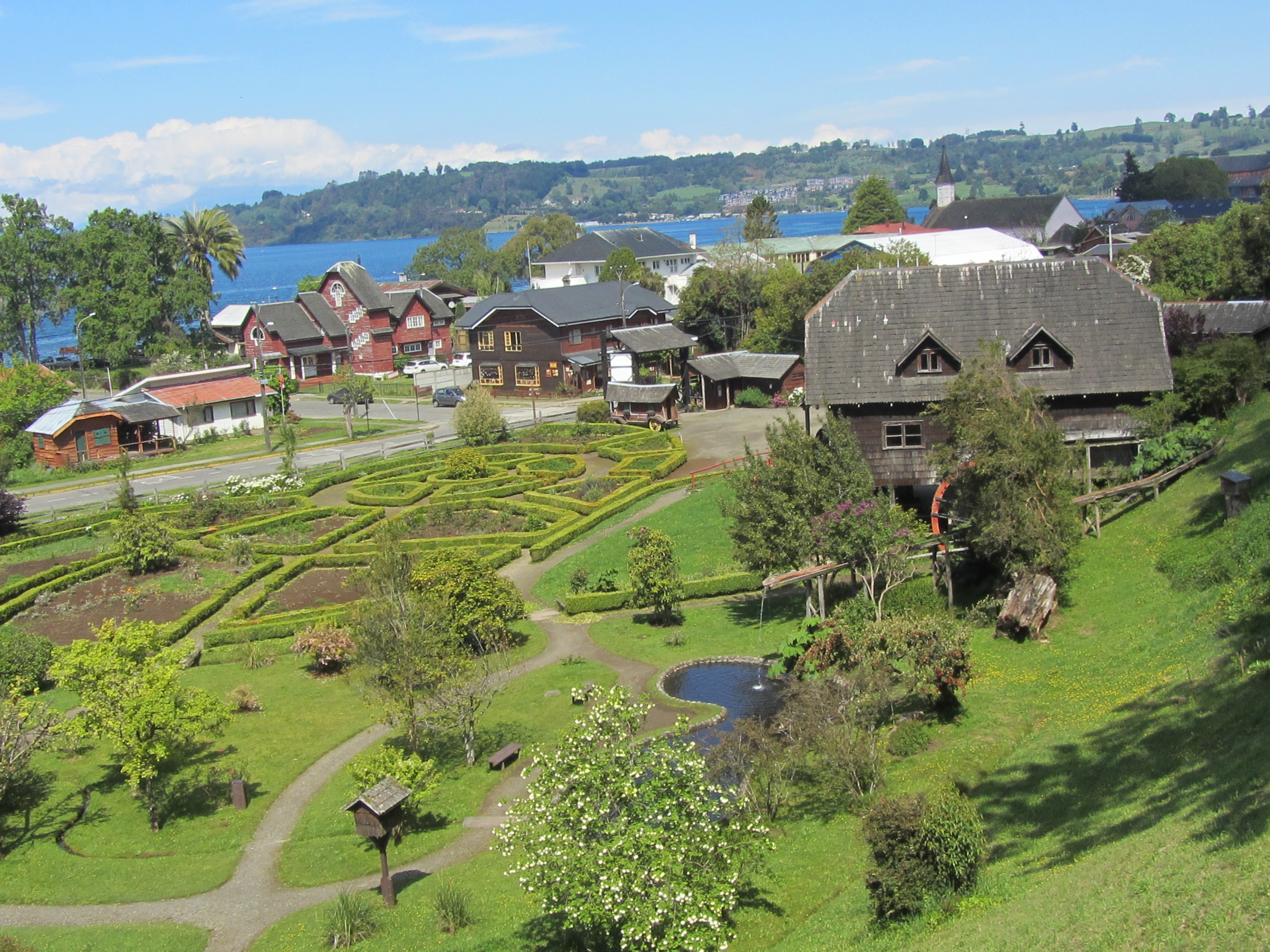
Vista desde la casona de campo

El Museo Colonial Alemán se creó por la comunidad alemana para dar a conocer y preservar la historia del lago Llanquihue y de la inmigración alemana del siglo XIX en esta zona. 
Se trata de un museo arquitectónico como etnográfico, que muestra las edificaciones alemanas típicas de la época y sus actividades, así como el paisajismo y sus jardines.

### Música

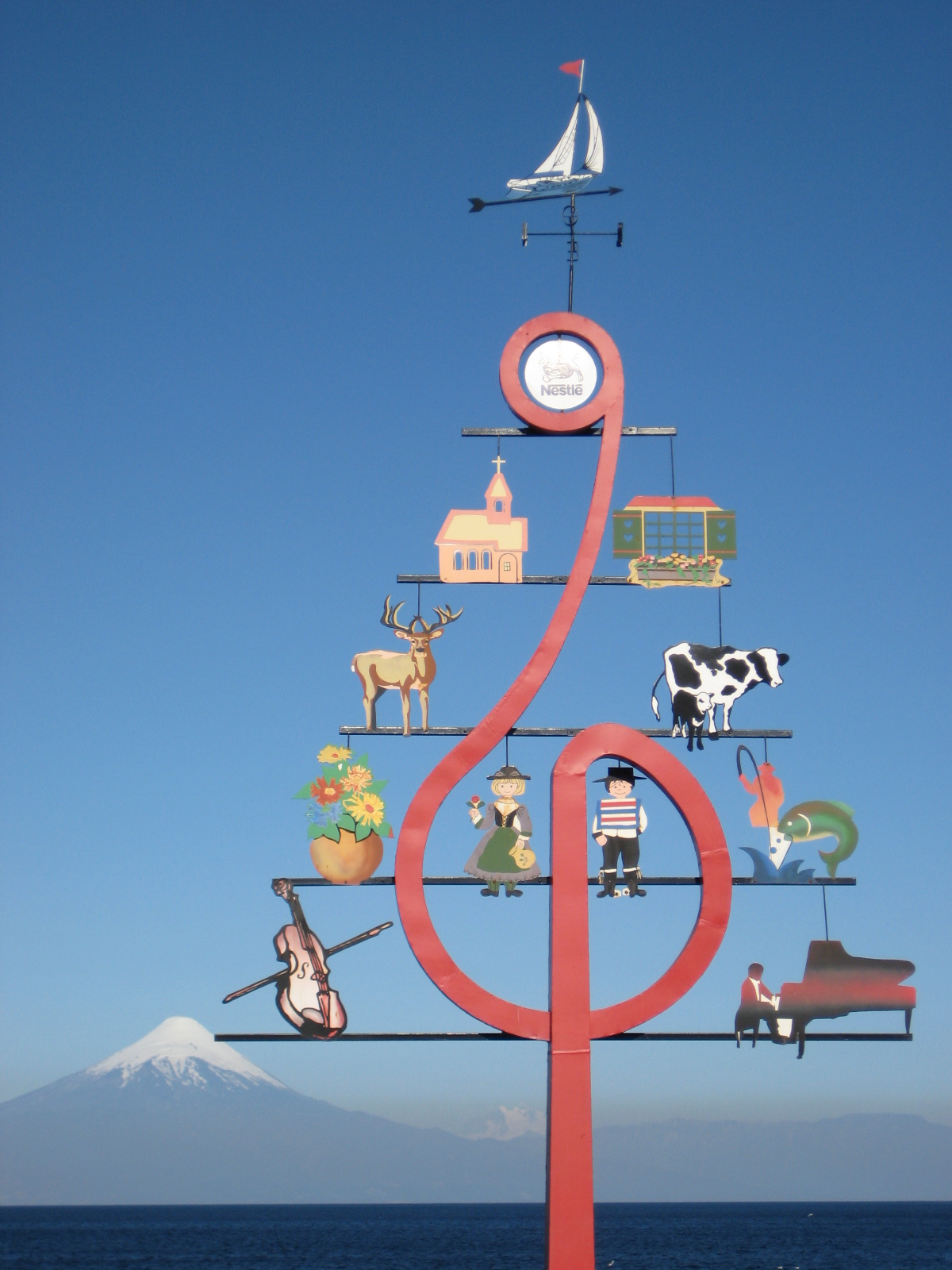
Símbolo de Frutillar con el lago Llanquihue y el volcán Osorno al fondo.

La tradición musical en Frutillar  se remonta al surgimiento del coro mixto Liederkranz, creado en 1894 por el profesor Jacob Junginger. Diez años más tarde, en 1904, surgía el Männercor, constituido por varones aﬁcionados a la música y en cuyos inicios tuvo una destacada participación Junginger. Su himno, Cantando se van las penas, les servía para mitigar la nostalgia y sufrimientos de los esforzados colonos alemanes fundadores de Frutillar. Durante 25 años Junginger dirigió este coro, centrándose en piezas de grandes compositores y escritores alemanes. A Junginger le sucedieron Carl Hesse, Herbert Koehler y en los años 1940, Robert Dick. El coro ha sobrevivido con entusiastas figuras como Alfredo Daetz, Ricardo France, Herbert Junginger, Heriberto Plass, Rudi Nannig, Helmar Doepking, Hans Guenther, Sebastian Goeppen, Eberhard Hoesel, Ricardo Sanchez, Rolf y Heinz Koenekamp, Veniero Margozzini o Arturo Naudam. El más reciente es el coro de adultos ¡Puedes Cantar!, agrupación a cargo del área de educación del Teatro del Lago compuesto por 30 personas que asisten voluntariamente dos veces por semanas a ensayos y clases en instalaciones del teatro.

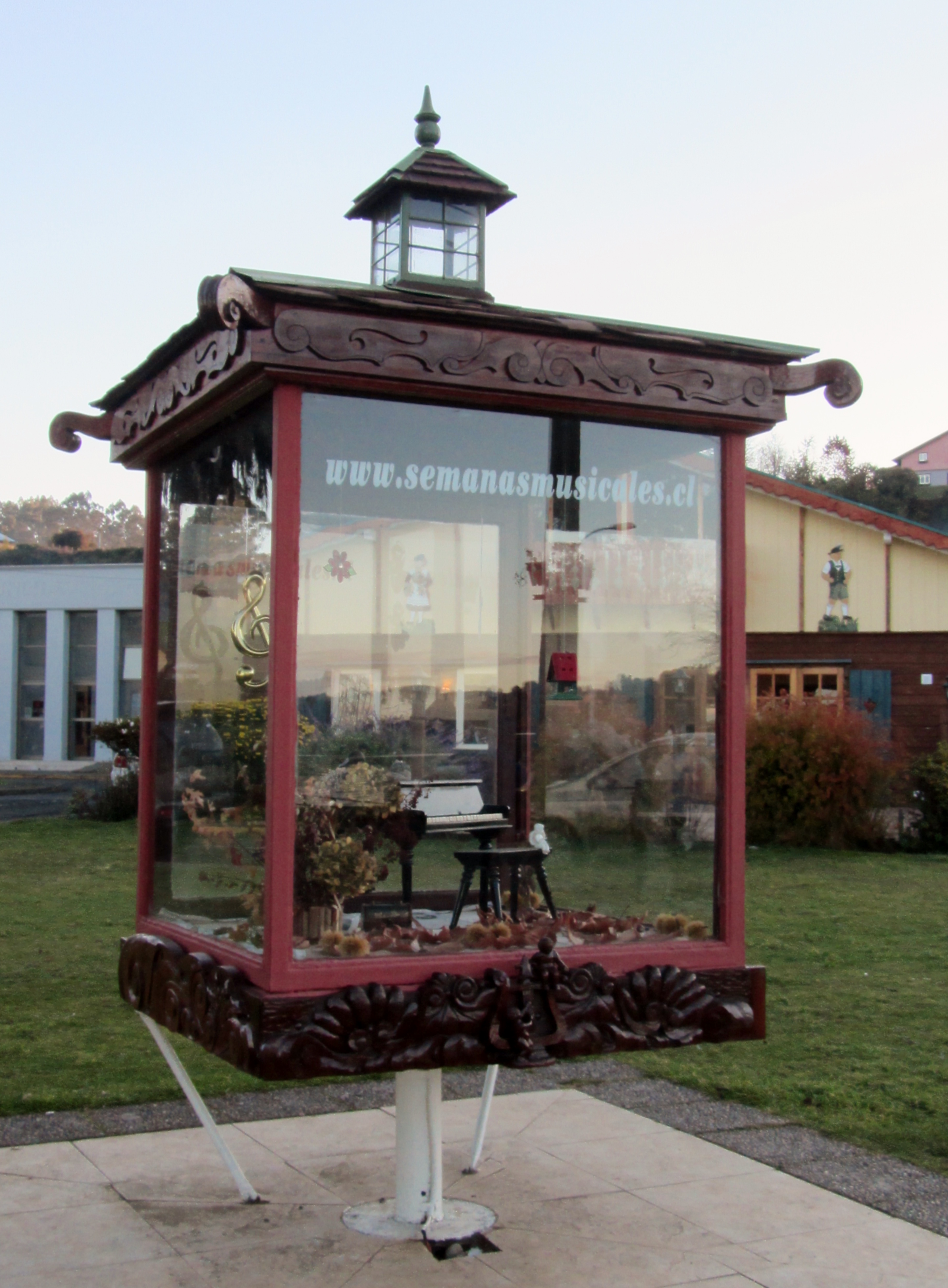
Vitrina de las Semanas Musicales de Frutillar

La banda instrumental se creó cuando era alcalde Rubén Munzenmayer Held, el 23 de octubre de 1980, gracias a la iniciativa de su profesor, fundador y primer director Emilio Luppi Gallardo. Cuenta con 40 músicos y una escuela de música para niños y jóvenes estudiantes de la comuna. Desde 2002 lleva el nombre de su fundador. La Banda Instrumental Emilio Luppi ha realizado actividades, a nivel nacional (Puerto Montt, Puerto Varas, Puerto Octay, Llanquihue, Santiago, etc.) como internacional (Brasil). 
Las Semanas Musicales son un festival de música clásica que se celebra cada verano a fines de enero y principios de febrero en la ciudad de Frutillar desde 1968. Nació impulsado por la pianista osornina y gestora cultural Flora Inostroza (1930-2016).

### Religión

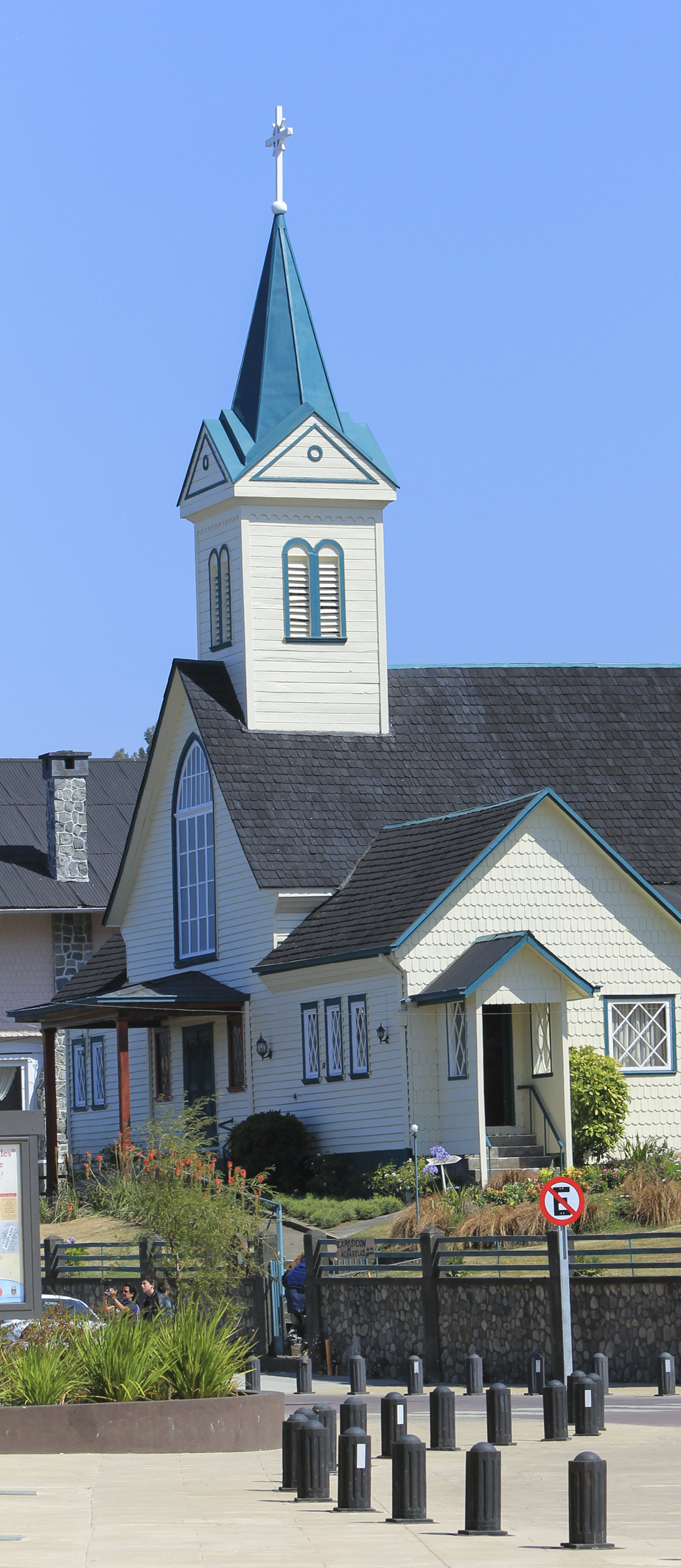
La iglesia luterana

#### Luteranos
Bernardo Philippi en 1848 viajó a Europa para convencer a agricultores alemanes, en su mayoría luteranos como Johann Klocker Hechenleitner (Erdsmanndsorf, Silesia, 13 de junio de 1847 - Frutillar, 22 de octubre de 1923), agricultor de la chacra n.º 44 de Frutillar y fundador del Deutscher Verein (Club alemán) de la villa de Frutillar en 1865 y de la Iglesia Evangélica Luterana del lago Llanquihue en 1893. El templo fue terminado en 1934; se ubica en la avenida Philippi y hoy tiene la categoría de Monumento Histórico. Los pastores de la Comunidad del Lago (Seegemeinde) de la actual Iglesia Luterana en Chile (ILCH) son Carlos Neibirt y Eduardo Silva.

#### Católicos

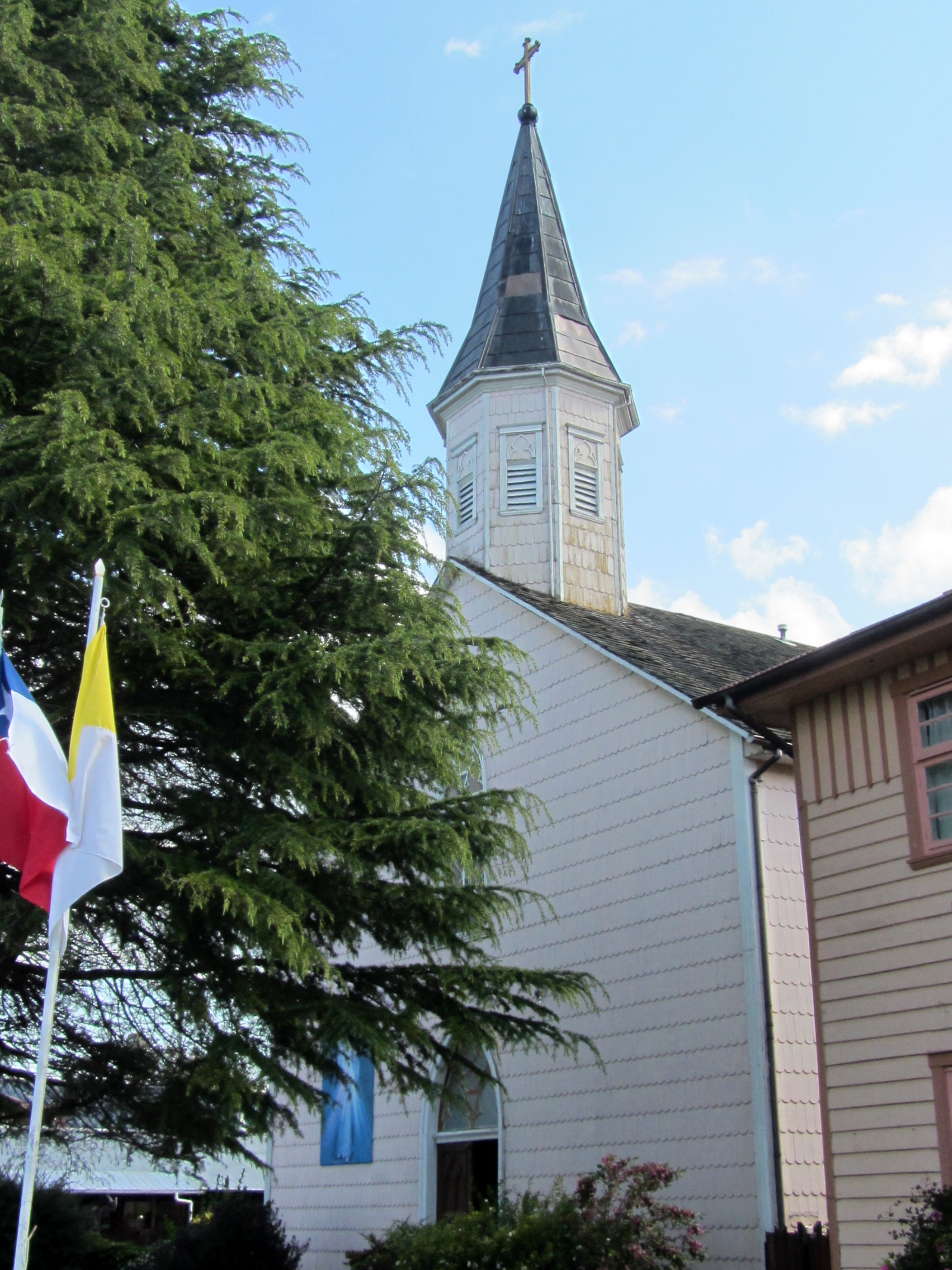
Inmaculada Concepción

Los primeros tres sacerdotes alemanes que llegaron en 1859 eran jesuitas; en el año 1870 existía en Puerto Montt una iglesia parroquial y 3 capillas y otras 36 capillas en la zona. En 1881 llegaron más jesuitas: entre ellos, el padre Juan Mellwig que, en 1885, se instaló en Puerto Varas. Recorrió el lago Llanquihue y fundó capillas en diversos puntos, incluido Frutillar. La iglesia fue construida en 1914 y en 1954 se le concedió el título de parroquia de la Inmaculada Concepción. El templo parroquial, ubicado en la avenida Philippi 599, pertenece al decanato Los Lagos, de la arquidiócesis de Puerto Montt.

## Deportes

### Deportes náuticos
Se practican una variedad de deportes náuticos dirigidos por la Cofradía Náutica de Frutillar (Club de yates). La bahía celebra anualmente regatas a vela entre las que se destacan la de la Armada de Chile, la vuelta al lago, y una serie de competiciones en los veleros Optimist; existen tres escuelas de vela, entre las que destaca la del Colegio Alemán de Frutillar.

### Golf
Frutillar cuenta con un campo de golf, Club de Golf Patagonia Virgin Frutillar, en el proyecto inmobiliario Patagonia Virgin, diseñado por el afamado Jack Nicklaus. 

## Transporte
El aeropuerto más cercano es  El Tepual, ubicado a 45 kilómetros al sur de la ciudad de Frutillar, en Puerto Montt. Una serie de compañías de autobuses unen a Frutillar con la capital de Santiago.

## Medios de comunicación
- frutillar.cl - frutillar.cl
- frutillar.com - frutillar.com

### Radioemisoras
FM
- 90.5 MHz - Radio Supersol
- 93.9 MHz - Radio Armonía
- 94.3 MHz - Radio La Sabrosita (Puerto Varas)
- 96.7 MHz - Radio Frutillar FM
- 99.3 MHz - Interradio TV
- 107.3 MHz - Radio La Fórmula (Frutillar Alto)
- 107.5 MHz - Radio Milagro (Frutillar Alto)

### Televisión
- Canal 13 Interradio TV
- Visión TV

### Periódicos
- El Llanquihue
- El Mercurio
- La Tercera